# Насьональ (футбольный клуб, Потоси)
«Насьона́ль» (исп. Club Atlético Nacional Potosi) — боливийский футбольный клуб из города Потоси, в настоящий момент выступающий в Профессиональной лиге Боливии, сильнейшем дивизионе страны.

## История
«Насьональ» был основан 8 апреля 1942 года, и является одним из старейших клубов Боливии, домашние матчи проводит на стадионе «Виктор Агустин Угарте», вмещающем 32 000 зрителей. Несмотря на солидный возраст, в высшем дивизионе Боливии «Насьональ» дебютировал лишь в 2009 году, завоевав это право благодаря победе в Кубке Симона Боливара в 2008 году.
По результатам своего дебютного сезона в высшем дивизионе клуб занял последнее место, и вылетел в низший дивизион, но уже на следующий сезон вновь вернулся в высшую лигу. Лучшим турниром в истории клуба стала Апертура 2019 года, когда на протяжении 12 туров «Насьональ» не проигрывал и удерживал лидерство. Однако в конце чемпионата «Насьональ» всё же пропустил вперёд «Боливар» и «Стронгест», замкнув призовую тройку.
Самым принципиальным соперником для «Насьоналя» является другая команда Профессионального дивизиона Боливии из Потоси — «Реал».

## Достижения
- Победитель Кубка Симона Боливара (2): 2008, 2010